# Титерлешти (Мехединци)
Титерлешти (рум. Titerlești) насеље је у Румунији у жупанији Мехединци у граду Баја де Арама. Место се налази на надморској висини од 312 m.

## Становништво
Према подацима из 2002. године у насељу је живело 364 становника, од којих су сви румунске националности.